# Zebra (Wappentier)
Das Zebra ist in der Heraldik eine gemeine Figur und somit ein Wappentier. Das Tier ist nicht so häufig in der Heraldik wie das Pferd.
Dargestellt im Wappen wird das Zebra in seiner markanten Fellstreifung mit wenig Stilisierung.
In der Heraldik treffen alle Darstellungen und Eigenschaften auf das Zebra zu, wie es für das Wappentier Pferd gilt. Die Farbe beschränkt sich auf das typische Zebrastreifenmuster, aber andere Farben sind nicht ausgeschlossen
Das Wappentier ist öfters als Schildhalter, als im Schild anzutreffen.

Zwei Zebras als Schildhalter Botswana
Wappen der Provinz Westkap (Südafrika) (Quagga ausgestorbene Zebra-Form)